# Sam Kinison
Samuel Burl "Sam" Kinison, född 8 december 1953 i Yakima, Washington, död 10 april 1992 i Needles, San Bernardino County, Kalifornien, var en amerikansk ståuppkomiker.
Ett av Kinisons varumärken var hans skrik. Han använde sig ofta av sitt skrik för att göra sin ståndpunkt klar. Kinisons humor var ofta inriktad mot hans misslyckade äktenskap. Efter ett bejublat framträdande hos David Letterman där Kinison tog publiken med storm blev han snabbt känd runt om i USA.
Kinison var känd missbrukare av både narkotika och alkohol.
Den 10 april 1992, sex dagar efter att ha gift sig med Malika Souiri, blev deras bil påkörd av en 17-årig alkoholpåverkad man på U.S. Route 95 i Kalifornien. Souiri överlevde, men Kinison dog. Det framkom senare att Kinison hade spår av kokain, kodein och lugnande läkemedel i blodet.